# Naoto Ōtake
Naoto Ōtake (jap. 大嶽直人 Ōtake Naoto; ur. 18 października 1968 roku w prefekturze Shizuoka) – japoński piłkarz grający na pozycji obrońcy, reprezentant kraju.

## Kariera klubowa
Od 1991 do 2001 roku występował w klubach Yokohama Flügels i Kyoto Purple Sanga.

## Kariera reprezentacyjna
W reprezentacji Japonii zadebiutował w 1994.

## Statystyki
| Reprezentacja Japonii | Reprezentacja Japonii | Reprezentacja Japonii |
| Rok                   | Mecze                 | Gole                  |
| --------------------- | --------------------- | --------------------- |
| 1994                  | 1                     | 0                     |
| Razem                 | 1                     | 0                     |

## Osiągnięcia
- Puchar Azji: 1992
- Puchar Cesarza: 1993